# Veinticinco de Mayo partido
Veinticinco de Mayo egy partido Argentína középpontjától keletre, Buenos Aires tartományban. Székhelye Veinticinco de Mayo.

## Népesség
A partido népessége a közelmúltban a következőképpen változott:
| Év   | Lakosság |
| ---- | -------- |
| 2001 | 34 523   |
| 2010 | 35 842   |